# Heywood Hale Broun
Heywood Hale Broun (10 de marzo de 1918 – 5 de septiembre de 2001) fue un escritor, periodista y comentarista deportivo y actor de nacionalidad estadounidense.  

## Biografía
Nacido y criado en la ciudad de Nueva York, sus padres eran la escritora y activista Ruth Hale y el columnista Heywood Broun. Estudió en escuelas privadas y en el Swarthmore College. 
En 1940 Broun entró a formar parte del equipo del tabloide neoyorquino PM, trabajando como periodista deportivo. Sin embargo, su carrera se vio interrumpida por la Segunda Guerra Mundial, durante la cual sirvió en la artillería del Ejército de los Estados Unidos. Al finalizar la contienda volvió al periódico PM y escribió para su sucesor, el New York Star, el cual se editó hasta 1949.

## Carrera televisiva
Apodado "Woodie" y recordado por sus expresiones, su mostacho y sus vistosas chaquetas deportivas, entró en CBS News y CBS Sports en 1966, trabajando para la empresa durante 20 años como comentarista deportivo en una gran variedad de eventos, entre ellos las carreras de caballos Triple Crown. 
Además, actuó como artista invitado o como actor de reparto en diferentes producciones televisivas.

## Carrera cinematográfica
Entre los filmes en los cuales actuó Broun destacan los siguientes:
- La extraña pareja (1968)
- For Pete's Sake
- Esposa por sorpresa

Heywood Hale Broun falleció en Kingston (Nueva York), en 2001.

## Libros
- A Studied Madness  (1965)
- Tumultuous Merriment  (1979)
- Whose little boy are you? : A memoir of the Broun family  (1983)